# Eric Bergsma
Eric Bergsma (1964) is een Nederlands pianist/componist. In 1997 componeerde hij de muziek voor de serie Etiquette van Teleac met acteur Jerome Reehuis en presentator Ad 's Gravesande. In dat programma was hij ook te zien als huispianist. Hij maakte vanaf 1996 de muziek voor de televisie talkshow Barend en van Dorp.

## Biografie
Bergsma studeerde piano, muziekregistratie en jazz-improvisatie aan de HKU en het Koninklijk Conservatorium in Den Haag.
In 1996 werd hij gevraagd de herkenningstune van het sportprogramma Barend en van Dorp ter gelegenheid van het WK-voetbal in Japan te maken. Dit legde de basis voor een jarenlange samenwerking. In 1998 bewerkte hij voor Villa BVD de tune tot een Franse musette, dat klonk als een akoestisch gelegenheidsorkestje met gitaar, contrabas en accordeon.
Ook schreef hij voor het programma de compositie Perdu ('Verloren') die werd uitgezonden tijdens de (verloren) verlenging tegen Brazilië. In 2002 bewerkte hij de tune vanwege Nederland als gastland met een draaiorgel.
Vanaf 1997 componeert Bergsma ook voor cabaretiers. Zo voorzag hij gedichten en liedteksten van dichter en schrijver Bert Oosterhout van muziek en componeert hij liedjes voor liedjesschrijfster, zangeres, cabaretière en RTL 4-nieuwslezeres Femke Wolthuis. Met haar produceerde hij de cd Ratatouille.
In 2005 componeerde Bergsma de musical "Hoe overleef ik het kinderboekenweekgeschenk" ter gelegenheid van het kinderboekenweekgeschenk door Francine Oomen. Hij componeerde de liedjes, muziek en overige composities van de muziektheaterproductie "De bende van De Korenwolf" naar de boeken van Jacques Vriens, die in 2008-2010 in 30 landelijke theaters stond. In 2011 componeert hij opnieuw een musical van Jacques Vriens en Femke Wolthuis: De bende van De Korenwolf - het geheim van de zoenende gasten.
Sinds 2008 is hij vaste pianist, arrangeur en "huiscomponist" van het ensemble Romanesca onder leiding van Willem Wolthuis. Bij dit orkest combineert hij Balkanmuziek met jazz. Voor Wolthuis en zijn viocta (een 8-snarige, elektrische viool) componeerde hij in 2010 Sirocco, waarbij Arabische en Spaanse stijlen worden vermengd in een 7-kwartsmaat.
Voor het Chopinjaar 2010 ontwikkelde hij de compositie Méthode Chopinoise. De titel is gebaseerd op de Méthode Champagnoise, waarbij de mousserende wijn de naam Champagne niet mag dragen, omdat het procedé anders is. Méthode Chopinoise beleefde de première op 7 januari 2010 in Heerenveen.
Beide stukken werden in oktober 2010 uitgebracht op het album Sirocco.
Speciaal voor het natuurgebied De Appelbergen componeerde hij in 2015 een sonate waarin zowel de (oorlogs-)geschiedenis als de hedendaagse functie als recreatiebos verwerkt zijn. Het stuk werd voor het eerst ten gehore gebracht op het Appelbergenfestival in 2015.
In 2015 stond Bergsma met eigen repertoire op de planken in de voorstelling 'Was sich liebst das neckt sich'. Daarbij zijn ook enkele teksten van zijn hand.

## Componist
Het werk van Bergsma kenmerkt zich door een uitgebalanceerde mix van stijlen, waaraan in timing en akkoordkeuze voornamelijk de jazz ten grondslag ligt. Sinds 2008 zijn, waarschijnlijk door het werken met Balkanmuziek in Romanesca, ook zigeunerinvloeden te horen.

## Composities
- Bergsmaninov (1995)
- Etiquette (1996)
- Vrolijk Mensch (1997)
- Onhandig (1997)
- Perdu (1998)
- Afhankelijk (1998)
- De Nacht (1998)
- Weltschertz (1999)
- Wie ben ik (2000)
- Songfestival (2000)
- Vrienden blijven (2001)
- Opa (2001)
- Berceuse (2002)
- Hoe overleef ik het kinderboekenweekgeschenk (musical, 2005)
- De bende van De Korenwolf, de redding van de zwevende oma (musical, 2008)
- St. Niklaas (2010)
- Méthode Chopinoise (2010)
- Sirocco (2010)
- De bende van De Korenwolf, het geheim van de zoenende gasten (musical, 2011)
- L' Enfance Perdue (2013)
- Solidair (2014)
- Meedoen (2015)
- Geven doet leven (2015)
- Valse Wals (2015)
- Appelbergensonate (2015)